# Celia Derham
Celia Derham (ur. 8 listopada 1972) – australijska zapaśniczka walcząca w stylu wolnym i judoczka. Zajęła ósme miejsce na mistrzostwach świata w zapasach w 1991. Mistrzyni Wspólnoty Narodów w 1993 i 1995 roku. Złota medalistka mistrzostw Oceanii w 1995 i 1996 roku.